# Thomas Cranmer
Thomas Cranmer (Aslacton (Nottinghamshire), 2 juli 1489 – Oxford, 21 maart 1556) was de anglicaanse aartsbisschop van Canterbury tijdens het bewind van de Engelse heersers Hendrik VIII, Eduard VI, Jane Grey en Maria Tudor.
Cranmer bewerkstelligde in 1533 de nietigverklaring van het huwelijk tussen Hendrik VIII en Catharina van Aragon en verklaarde Hendriks tweede huwelijk, met Anna Boleyn, geldig. Nog hetzelfde jaar werd Cranmer door paus Clemens VII geëxcommuniceerd. In 1534 werd in Engeland de Act of Supremacy aangenomen, waarmee de Anglicaanse Kerk als zelfstandig instituut ontstond.
Cranmer introduceerde in 1548 het Engelstalige Book of Common Prayer, dat de oude Latijnse liturgie verving. Het heeft de Anglicaanse liturgie vier eeuwen lang bepaald en heeft niet alleen religieuze betekenis gehad, maar ook de Engelse taal beïnvloed. Cranmer kan naast Richard Hooker en Matthew Parker als grondlegger van de Anglicaanse theologie beschouwd worden. Hij was voorstander van een snelle protestantisering van de Anglicaanse Kerk en voer een sterk anti-Roomse koers.
Nadat hij een belangrijke politieke rol had gespeeld tijdens het korte bewind van Eduard VI, die in 1553 op 15-jarige leeftijd stierf en het nog kortere bewind van Jane Grey, die op 15-jarige leeftijd aftrad (en later onthoofd werd), kwam in 1553 Maria Tudor aan de macht. Zij had het terugbrengen van Engeland bij de katholieke Kerk als voornaamste doel. Ze schuwde daarbij geen enkel middel en verwierf zodoende de bijnaam 'Bloody Mary'. Veel tegenstanders kwamen op de brandstapel. Ook Cranmer werd als ketter berecht en veroordeeld tot de brandstapel. Daarmee heeft hij in de anglicaanse traditie de status van martelaar en een soort heilige verworven. Zijn terechtstelling is opgenomen in het boek van de martelaren. 
- Bibsys: 90771321
- Biblioteca Nacional de España: XX1234932
- Bibliothèque nationale de France: cb12031278s (data)
- Biografisch Portaal: 08303944
- CiNii: DA10536969
- Gemeinsame Normdatei: 118670468
- International Standard Name Identifier: 0000 0001 1585 8147
- Library of Congress Control Number: n50017150
- Mathematics Genealogy Project: 141571
- Nationale Bibliotheek van Tsjechië: jn20011211227
- Nationale bibliotheek van Australië: 36522154
- Nationale Bibliotheek van Israël: 987007260078505171
- Nationale Bibliotheek van Polen: a0000002811762
- Nationale en Universitaire bibliotheek Zagreb: 000291142
- Nederlandse Thesaurus van Auteursnamen: 07040657X
- Réseau des bibliothèques de Suisse occidentale: 02-A005738599
- LIBRIS: 182921
- SNAC: w64m9q5m
- Système universitaire de documentation: 028486382
- Trove: 1270755
- Virtual International Authority File: 2485707
- WorldCat: E39PBJbRfQmMqHtFRpxgyrVwG3